# Bedburg
Bedburg è una città tedesca di 23 867 abitanti, situata nel land della Renania Settentrionale-Vestfalia.